# Дьявольский мост (Краков)

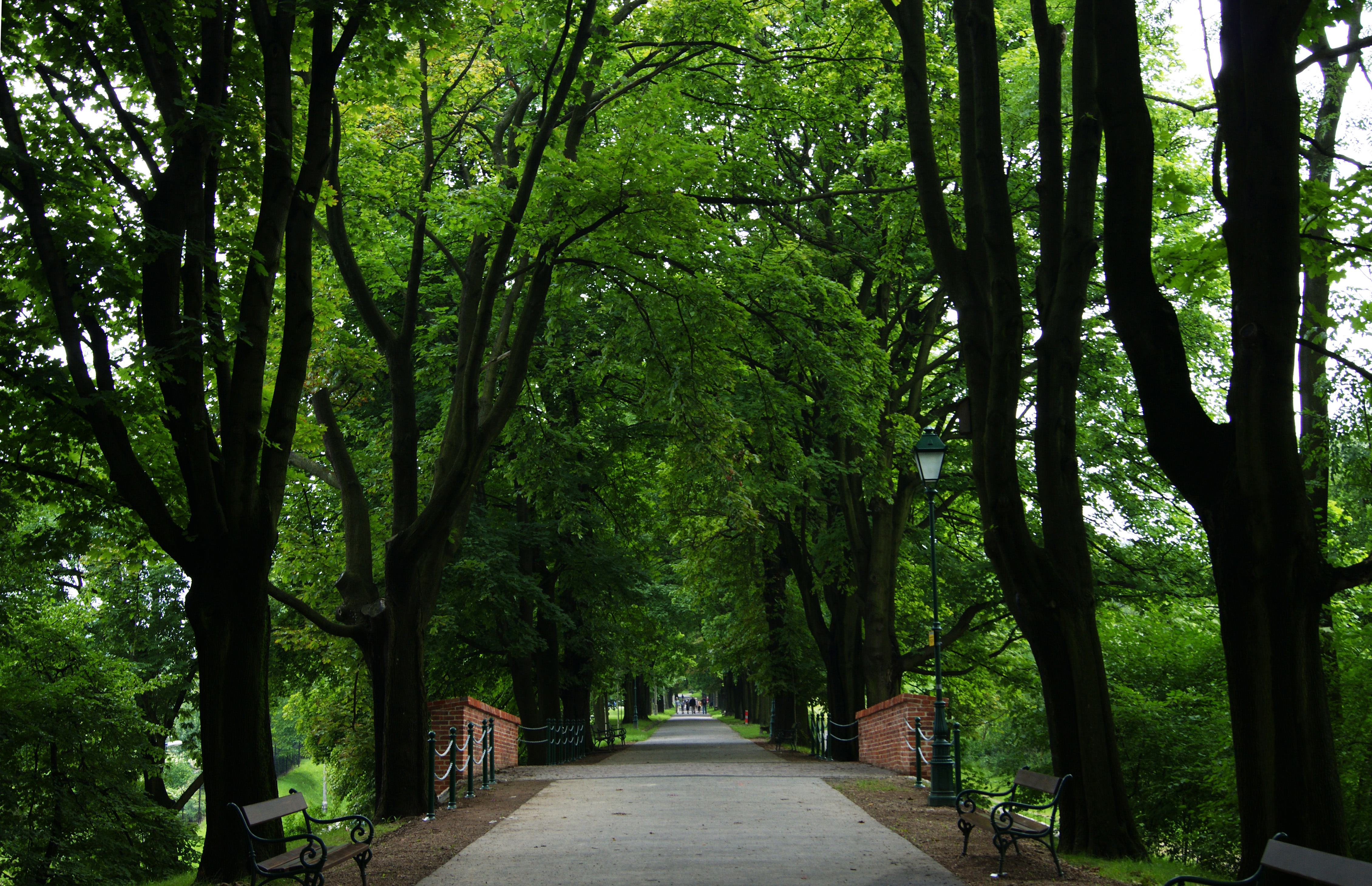
Аллея Джорджа Вашингтона и Дьявольский мост

Дьявольский мост (пол. Diabelski Most) — исторический мост, виадук, одно из строений фортификационных сооружений Краковской крепости. Мост находится в западной части административного района Дзельница VII Звежинец на пересечении улицы Мальчевского и аллеи Джорджа Вашингтона. Памятник культуры Малопольского воеводства.

## История
Виадук построен в 1900 году австро-венгерскими военными инженерами для обеспечения беспрепятственного транспортного движения на перекрёстке дорог по улице Брониславы (сегодня — аллея Джорджа Вашингтона) к «Форту 2 Костюшко» и окружной дороги (сегодня — улица Мальчевского), которая соединяла военные объекты Краковской крепости. Чтобы транспортное движение не пересекалось, над окружной дорогой была построена насыпь высотой около 4 метров, которую укреплял виадук, сделанный из кирпича и известняка.
14 июня 1988 года мост был внесён в реестр памятников культуры Малопольского воеводства (A-793).
В 2010 году была проведена общая реконструкция моста, восстановлены каменные подпорные стены, кирпичный свод и балюстрады, а также устроен водоотвод.

## Источник
- Encyklopedia Krakowa, red. Antoni Henryk Stachowski, PWN 2000, ISBN 83-01-13325-2